# Unterseeboot UB-111
Pour les autres navires du même nom, voir Unterseeboot 111.
L'Unterseeboot UB-111 est un sous-marin (U-Boot) allemand de type UB III utilisé par la Kaiserliche Marine pendant la Première Guerre mondiale. Il a été mis en service dans la marine impériale allemande le 5 avril 1918.
L'UB-111 s’est rendu à la Grande-Bretagne le 21 novembre 1918, conformément aux exigences de l’armistice avec l’Allemagne. Il a été démantelé à Bo'ness en 1919-1920.

## Conception
Comme tous les sous-marins de type UB III, l'UB-111 avait un déplacement de 519 tonnes en surface et de 649 tonnes en immersion. Ses moteurs lui permettaient de naviguer à 13,3 nœuds (24,6 km/h) en surface et à 7,4 nœuds (13,7 km/h) en immersion. Il avait un rayon d'action de 7420 milles de marins (13740 km) à sa vitesse de croisière. L'UB-111 transportait 10 torpilles et était armé d’un canon de pont de 8,8 cm. L'UB-111 avait un équipage pouvant compter jusqu’à 3 officiers et 31 hommes.

## Historique des services
L'UB-111 a été construit par Blohm & Voss de Hambourg. Après un peu moins d’un an de construction, il a été lancé à Hambourg le 1er septembre 1917. Il a été mis en service au printemps de l’année suivante sous le commandement du capitaine Egon von Werner.

## Affectations
- Flottille Flandern II : du 27 juillet au 14 octobre 1918
- IIe flottille : du 14 octobre au 11 novembre 1918

## Commandants
- Oberleutnant zur See / Kapitänleutnant Egon von Werner[4] : du 5 avril au 11 novembre 1918

## Navires coulés
| Date           | Nom            | Nationalité | Tonnage | Destin. |
| -------------- | -------------- | ----------- | ------- | ------- |
| 24 août 1918   | Hollandia      | Pays-Bas    | 103     | Coulé   |
| 24 août 1918   | Majoor Thomson | Pays-Bas    | 113     | Coulé   |
| 24 août 1918   | Maria Johanna  | Pays-Bas    | 126     | Coulé   |
| 24 août 1918   | Neerlandia II  | Pays-Bas    | 100     | Coulé   |
| 24 août 1918   | Neerlandia III | Pays-Bas    | 117     | Coulé   |
| 24 août 1918   | Secunda        | Pays-Bas    | 30      | Coulé   |
| 24 August 1918 | Stella         | Pays-Bas    | 105     | Coulé   |